# Pałac Radziwiłłów w Wilnie
Pałac Radziwiłłów (Pałac Januszowski), (litewski: Radvilų rūmai) – późnorenesansowy pałac na Starym Mieście w Wilnie, na Litwie. Znajduje się przy ulicy Wileńskiej 24 oraz przy ulicach Dobroczynnej 3 i Ludwisarskiej 2. Był to drugi pałac Radziwiłłów z linii na Birżach pod względem znaczenia po starszym Pałacu Bogusławowskim na Puszkarni, ale największy w Wilnie. Pałac znajdował się już poza murami miejskimi tuż przy Bramie Wileńskiej.

## Historia
W XVI w. należał do Kiszków, którzy posiadali tam drewniany dwór. Prawdopodobnie w związku z małżeństwem Barbary z Kiszków z Jerzym Radziwiłłem Herkulesem (zm. 1541), kasztelanem wileńskim i hetmanem wielkim litewskim, stał się własnością rodu Radziwiłłów i był dziedziczony kolejno przez Mikołaja „Rudego” oraz jego syna Krzysztofa „Pioruna”. Obecny budynek został zbudowany na polecenie hetmana wielkiego litewskiego, wojewodę wileńskiego Janusza Radziwiłła. Budowę rozpoczęto po 1640 roku, a ukończono przed rokiem 1653. Twórcą projektu był architekt królewski Constantino Tencalla, a wykonawcami budowniczy Jan Ulrich i Wilhelm Pohl. Od imienia fundatora pałac był nazywany Pałacem Januszowskim, dla odróżnienia od innego pałacu Radziwiłłów w Wilnie na Puszkarni zwanego Pałacem Bogusławowskim (dziś nieistniejącego). W 1655 r. zmarł jego właściciel Janusz, a Bogusław Radziwiłł, ożeniony z jego córką Anna Marią, przejął pałac. Budynek został zniszczony w 1655 roku w czasie najazdu moskiewskiego 1655-1660 i wojny północnej. Bogusław Radziwiłł zamierzał wyremontować pałac, w którym przygotowano do użytkowania jeden z pawilonów, jednak prac nie rozpoczęto przed jego śmiercią. Nieświescy spadkobiercy nie byli zainteresowani rewaloryzacją dóbr swoich kalwińskich kuzynów, zwłaszcza, że mieli rodowe pałace i nieruchomości w Wilnie niezagrożone przejęciem w ramach sporów o dobra neuburskie.
W XIX wieku rozebrano trzy pawilony oraz dwa skrzydła, w miejscu których powstała zabudowa kamieniczna. Dominik Hieronim Radziwiłł przekazał pozostałości pałacu Wileńskiemu Towarzystwu Dobroczynności. W czasie I wojny światowej został częściowo zrujnowany i przetrwało tylko północne skrzydło pałacu. W okresie międzywojennym zostały jedynie fragmenty ruin, nie dające wyobrażenia o jego architekturze i przepychu. Dziedziniec został zabudowany prowizorycznymi obiektami. Jeden z pawilonów odrestaurowano w 1984 roku. Od 1990 znajduje się w nim pododdział Litewskiego Muzeum Sztuki. W części pałacu utrzymanego w stylu manieryzmu, a w XVII w. zwanego „Wileńskim Luwrem”, przez długi czas eksponowane było malarstwo zagraniczne (Europy Zachodniej i Środkowej, Rosji) oraz 165 portretów rodziny Radziwiłłów.
Niektóre części pałacu nadal pozostają zrujnowane.

## Architektura
Budowli nadano nietypowy, jak na 1 połowę XVII wieku kształt i plan. Stworzono kompozycję opartą na planie „U”, składającą się z pięciu trzykondygnacyjnych pawilonów, czterech w narożach i jednym w centrum, połączonych piętrowymi segmentami. Ukształtowany został w ten sposób paradny dziedziniec otwierający się jedną stroną do ulicy. Istnienie trójskrzydłowej i pięciopawilonowej kompozycji potwierdza plan sytuacyjny z ok. 1737 r. Pierwotna koncepcja ideowa w przeważającej mierze została zrealizowana. Pałac Radziwiłła stanowi przekład adaptacji koncepcji paryskiego Pałacu Luksemburskiego (1610-1630; Salomon de Brosse) w rezydencjonalnej architekturze Rzeczypospolitej. Cechą charakterystyczną było wprowadzenie dużych pawilonów połączonych niższymi skrzydłami. Powyższy model wywodzi się z renesansowej architektury, gdy średniowieczne wieże przekształcono w wieżowe ryzality, a następnie rozrosły się one do okazałych pawilonów. Tego typu rozwiązania architektoniczne pojawiły się w Rzeczypospolitej w czasach panowania Władysława IV Wazy i związano je ściśle z treściami militarnymi, apologetyzacją rycerskiej profesji. Podobne założenia powstały w Podhorcach (1634-1640; atryb. proj. C. Tencalla) oraz w Warszawie, gdzie formę pawilonową nadano Arsenałowi Królewskiemu (1638-1640; C. Tencalla?).

## Galeria

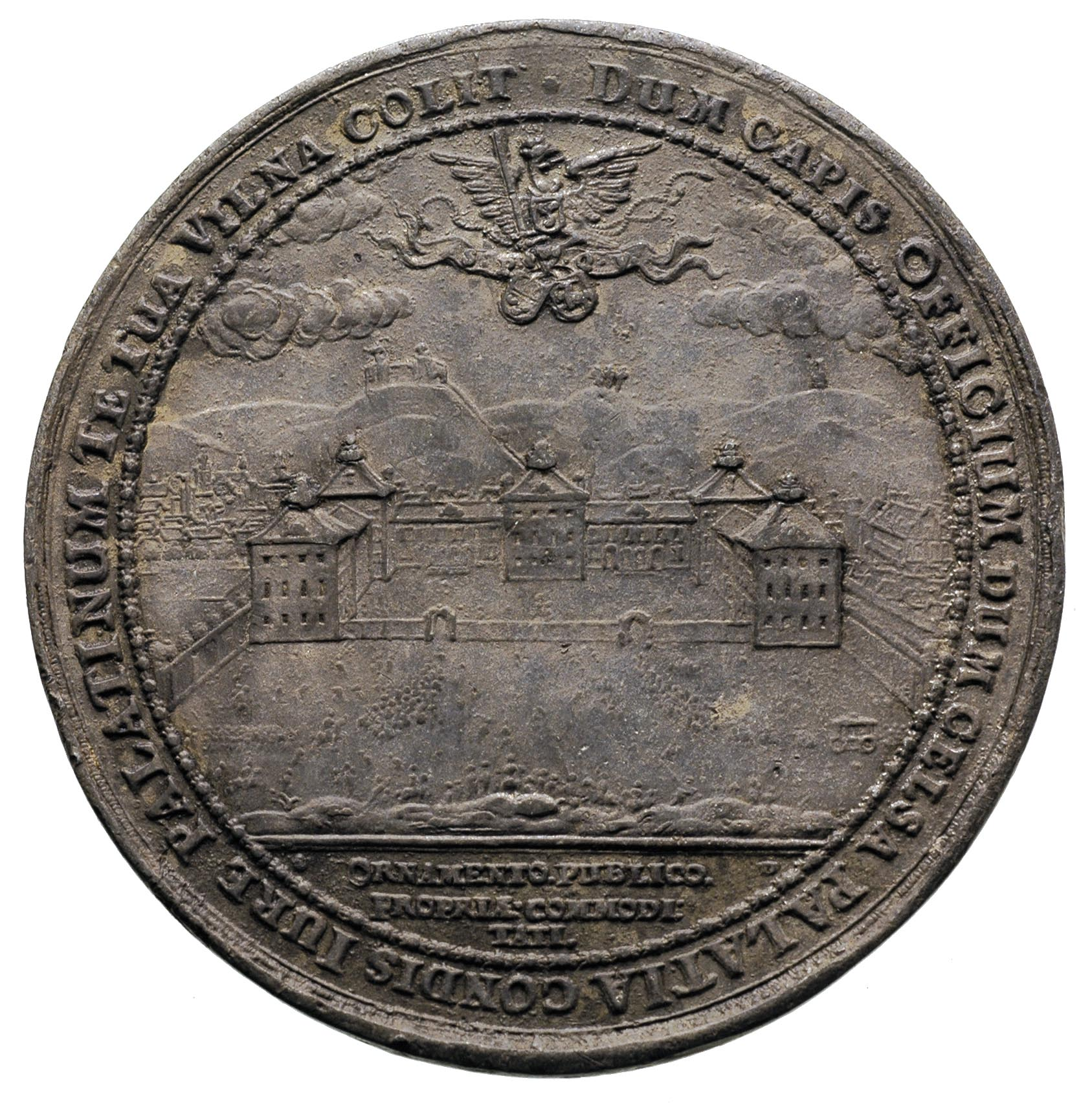
Medal Sebastiana Dadlera z 1653 roku, na rewersie widok pałacu
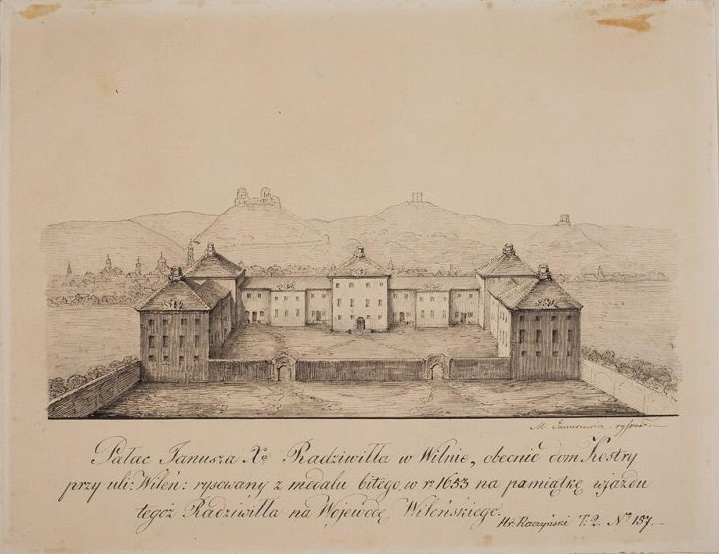
Rekonstrukcja rysunkowa z XIX w.
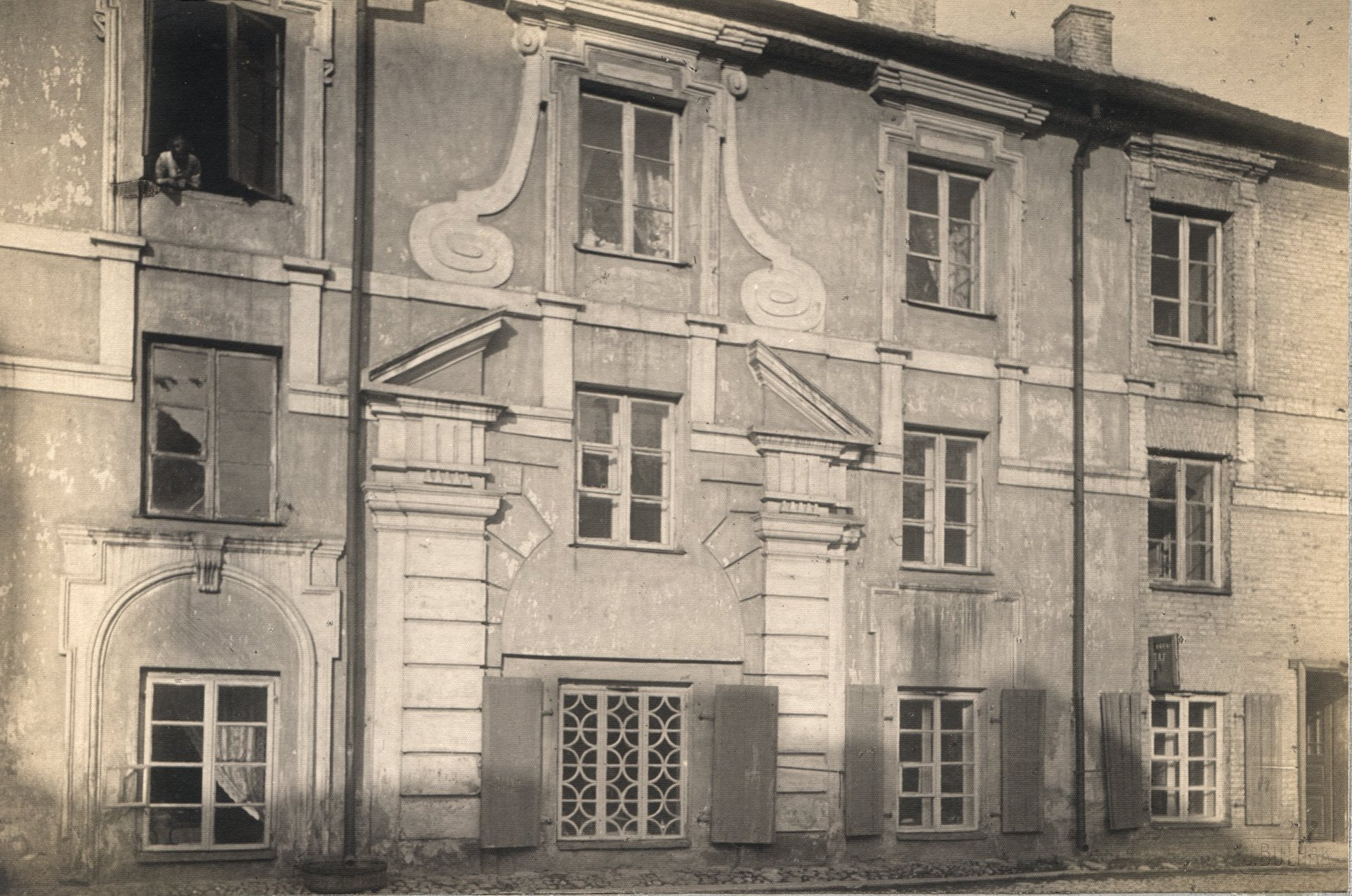
Jan Bułhak, 1913, skrzydło środkowe
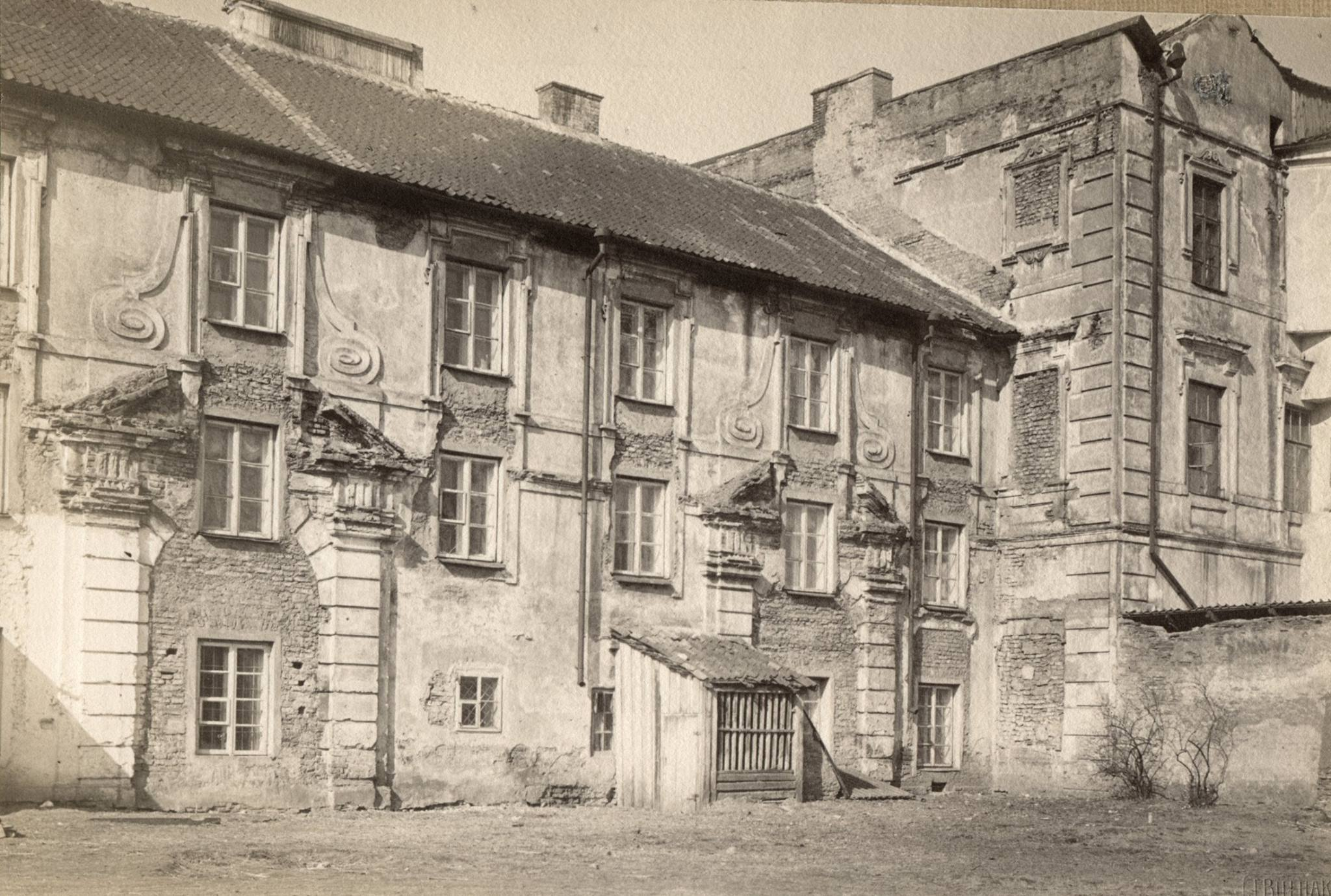
Jan Bułhak, 1913, skrzydło środkowe
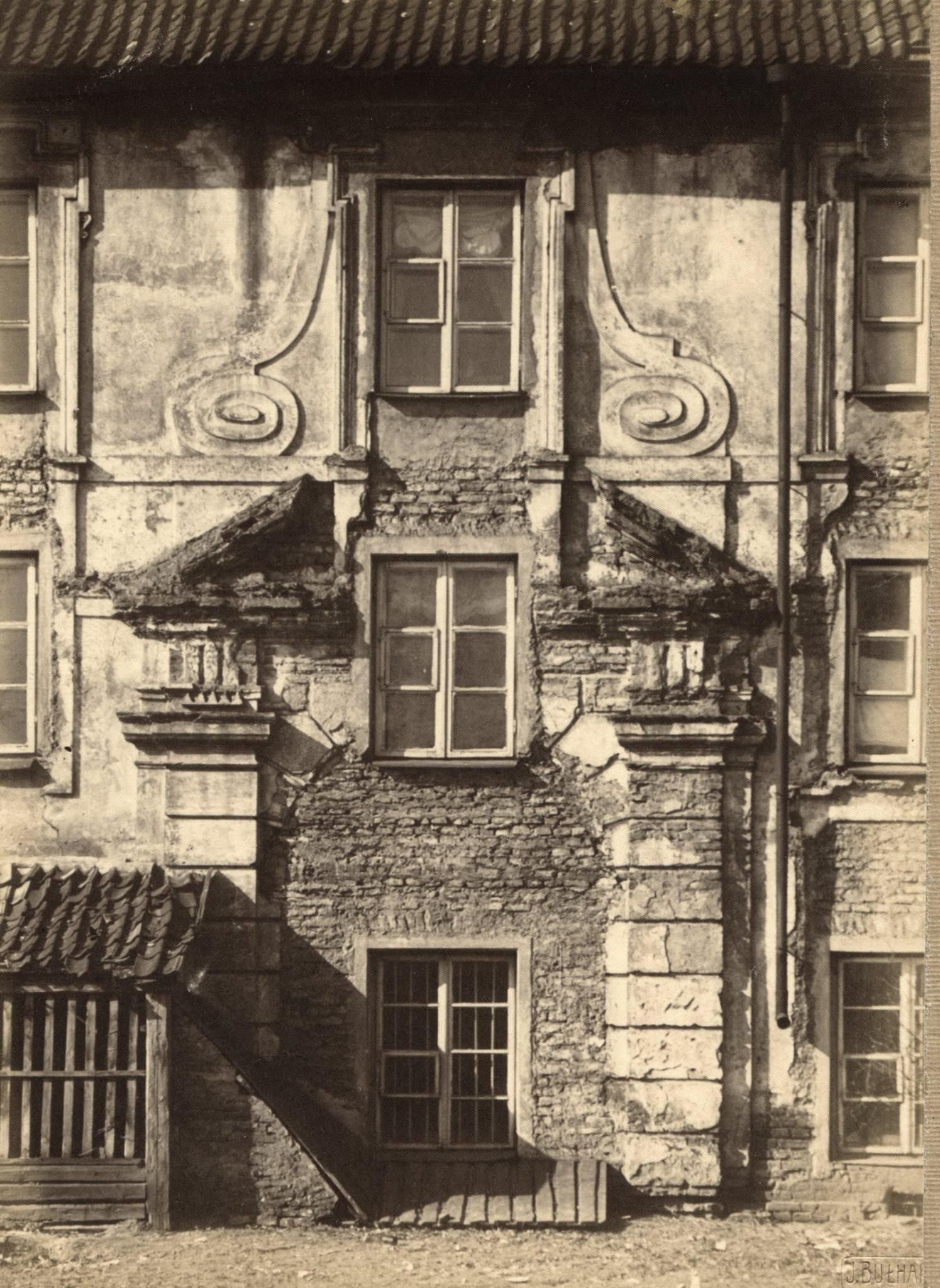
Jan Bułhak, 1913, skrzydło środkowe
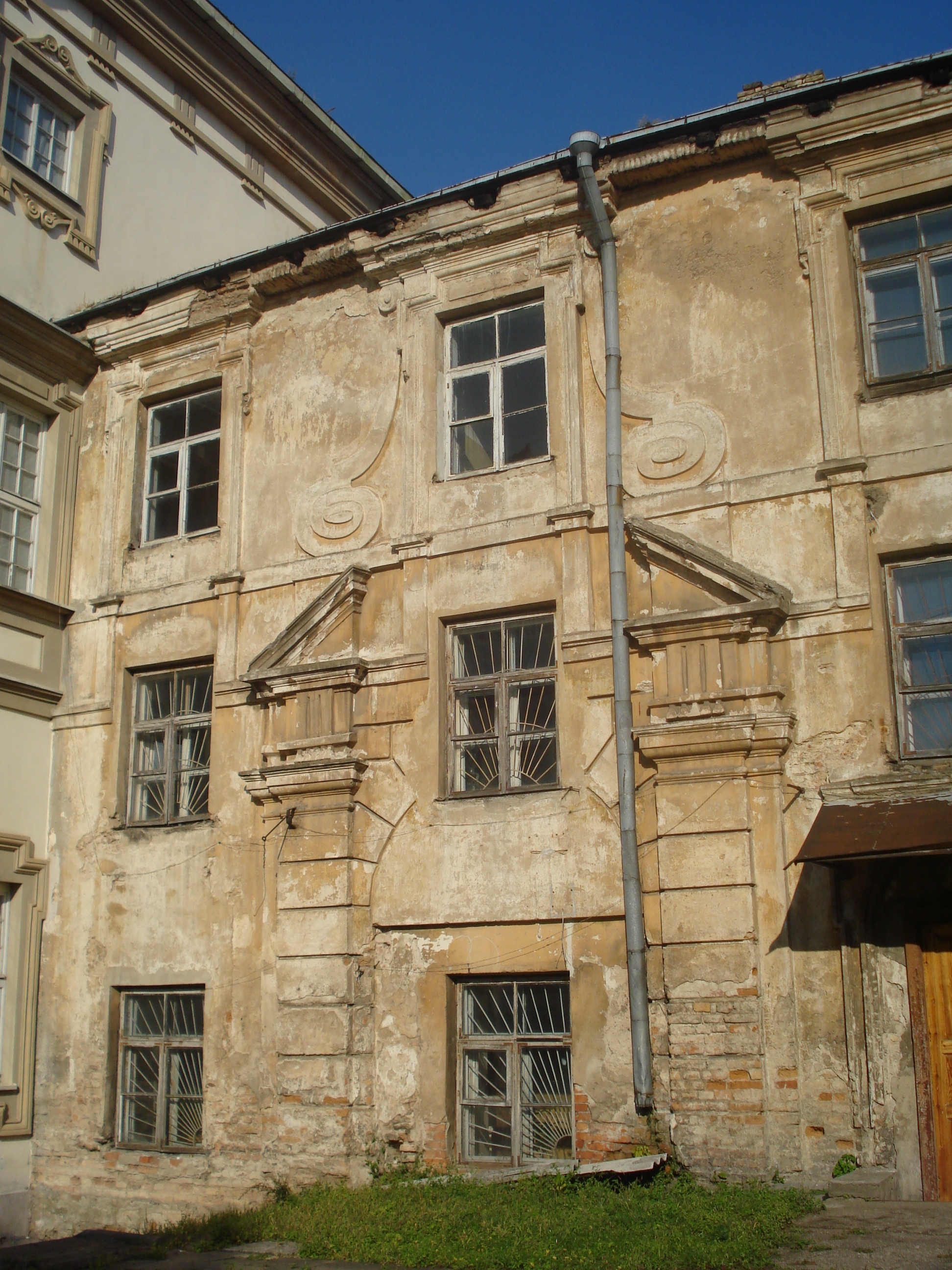
Południowo-zachodni portal pozorny wschodniego skrzydła pałacu
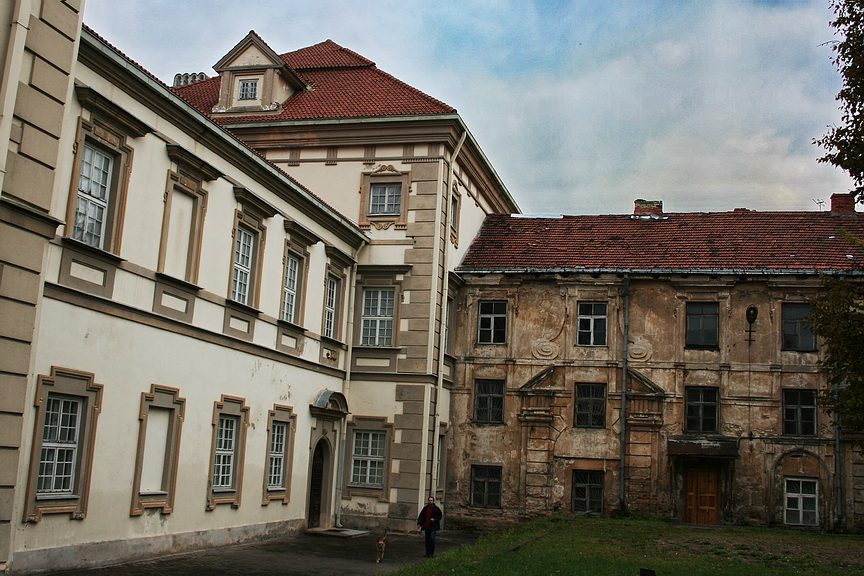
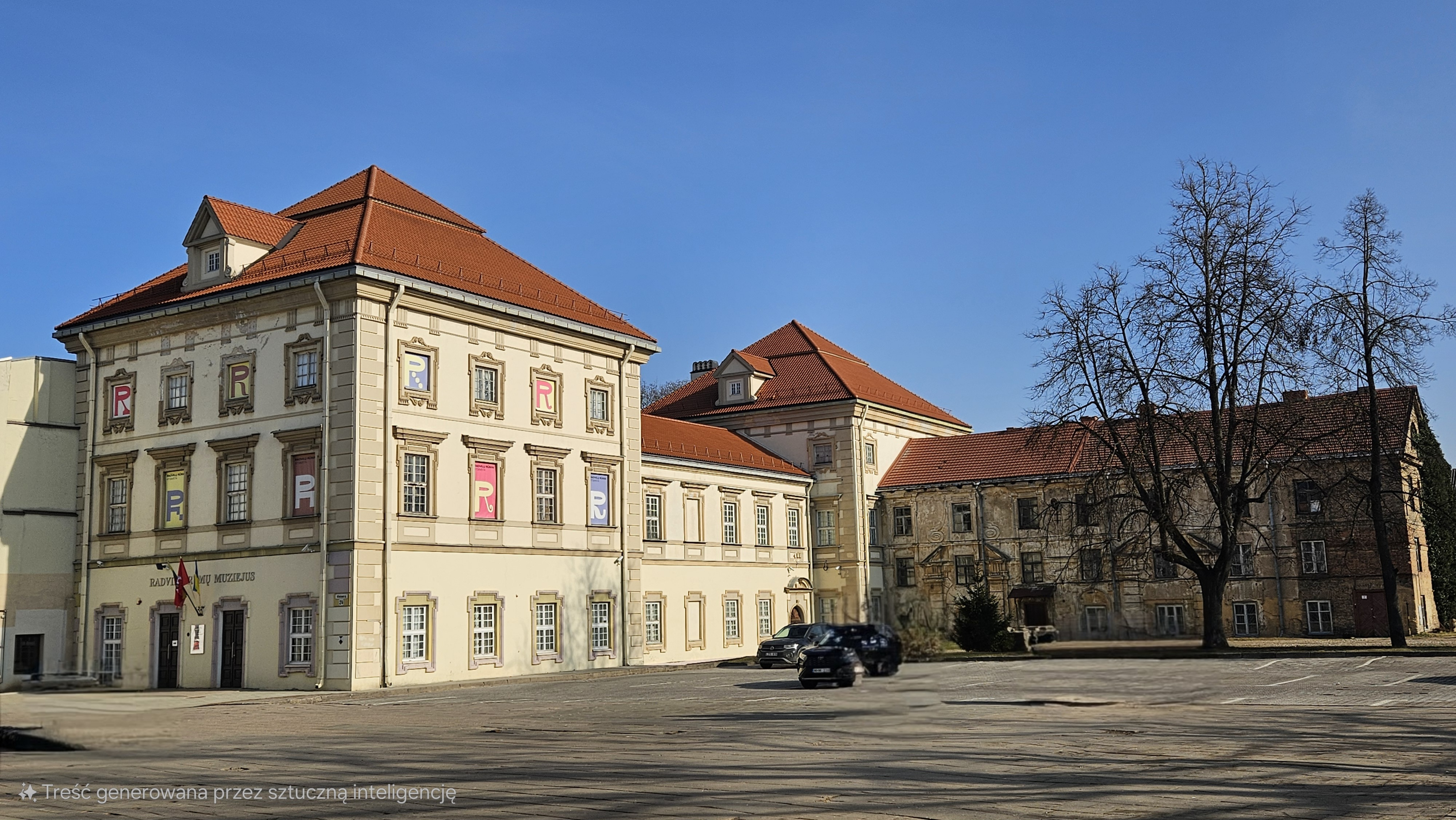
Rok 2025